# Tweetie Pie
Tweetie Pie é um filme de animação em curta-metragem estadunidense de 1947 dirigido e escrito por Friz Freleng, Michael Maltese e Tedd Pierce. Venceu o Oscar de melhor curta-metragem de animação na edição de 1948.